# 林富男
林富男，男，（1959年1月1日—），美國西雅圖城市大學企管碩士，高雄漢王洲際飯店總裁，台灣民眾黨創黨成員，編號7，為柯文哲和黃國昌任內指定中央委員。
2024年8月30日任民眾黨中央緊急應變小組共同召集人。
2025年2月任台灣民眾黨第二屆黨主席補選選舉委員會主任監察員。
2025年3月，民眾黨主席黃國昌指定許瑞宏和林富男為中央委員。